# The Bells of Freedom
The Bells of Freedom är en av BWO:s låtar. Den gjordes till Europridefestivalen 2008 och släpptes på singel samma år.  Melodin låg även på Svensktoppen i sju veckor under perioden 7 september -19 oktober 2008  innan den lämnade listan , med sjätteplats som högsta placering.

## Listplaceringar
| Lista (2008) | Topplacering |
| ------------ | ------------ |
| Sverige      | 15           |